# Dibbuk (fumetto)
Dibbuk è una graphic novel italiana pubblicata da Edizioni BD, uscita nel 2010, genere horror-fantasy, scritta da Andrea Cavaletto e disegnata da Luca Maresca.

## Trama
La vicenda è ambientata a Watts, un violento quartiere di Los Angeles controllato da diverse bande di malavitosi sempre in guerra tra di loro. In questo contesto vive il protagonista della storia, Norman un ragazzo di origine ebraica , molto suggestionato dai racconti cabalistici del nonno e molto innamorato di una bellissima ragazza di nome Amanda che dopo aver iniziato una relazione con lui, finisce nel giro sbagliato e lo lascia per uno spietato e potente capo di una gang. A questo punto Norman chiederà aiuto a forze arcane pur di riconquistarla e salvarla da un destino segnato ed infelice. Così entra in scena Dibbuk, potente demone sanguinario e vendicativo che camminerà sulla terra lasciando dietro di sé una scia di sangue e dolore legandosi in modo indissolubile ai due ragazzi.